# Кузяево (деревня, Дмитровский городской округ)
Кузяево — деревня в Дмитровском районе Московской области, в составе городского поселения Икша. Население — 29 чел. (2010). До 1939 года — центр Кузяевского сельсовета. В 1994—2006 годах Кузяево входило в состав Белорастовского сельского округа.

## Расположение
Деревня расположена в юго-западой части района, примерно в 22 км южнее Дмитрова, на водоразделе речек Учи и Базаровки, высота центра над уровнем моря 229 м. Ближайшие населённые пункты — Малая Чёрная на юге, Белый Раст на западе и Зараменье на северо-западе. У северной окраины села проходит автодорога А107 (Московское малое кольцо). С востока к деревне примыкает терминально-логистический центр «Белый Раст». К югу от деревни проходит Большое кольцо Московской железной дороги и находится станция Белый Раст. В западной части деревни находится завод Royal Canin.

## Население
| 2002 | 2006 | 2010 |
| ---- | ---- | ---- |
| 32   | ↗54  | ↘29  |